# Starr-Nunatak
Der Starr-Nunatak ist ein markanter Nunatak an der Scott-Küste des ostantarktischen Viktorialands. Er ragt an der Nordseite der Mündung des Harbord-Gletschers in das Rossmeer auf.
Der United States Geological Survey kartierte ihn anhand eigener Vermessungen und Luftaufnahmen der United States Navy aus den Jahren von 1957 bis 1962. Das Advisory Committee on Antarctic Names benannte ihn 1968 nach James W. Starr, Steelworker auf der McMurdo-Station zwischen 1966 und 1967, der auch Namensgeber für den Starr Lake ist.